# Dectobrycon
Dectobrycon is een monotypisch geslacht van straalvinnige vissen uit de familie van de karperzalmen (Characidae).

## Soort
- Dectobrycon armeniacus Zarske & Géry, 2006